# Cardinale protettore
Il cardinale protettore era un prelato nominato da nazioni, ordini religiosi, confraternite, specifiche chiese, collegi, città perché ne tutelasse e ne sollecitasse gli interessi presso la Curia romana. Secondo questo costume, presente sin dal XIII secolo, tale ruolo era sovente concesso ad un cardinale che era solitamente anche il rappresentante della nazione o dell'ente presso la Santa Sede e godeva di privilegi esclusivi presso l'ente rappresentante.

## Storia
La chiesa romana utilizzò il titolo di protector già in uso in epoca romana e presso molte istituzioni imperiali, come un proprio servizio di amministrazione esterna. L'incarico era conferito dal pontefice attraverso il Cardinale Segretario di Stato, ma poteva essere concesso spontaneamente e direttamente dallo stesso papa, talvolta sulla base delle richieste che gli pervenivano dagli enti interessati. L'eletto, in qualità di cardinale protettore, aveva il privilegio di far porre le proprie armi sulle chiese e sui principali edifici di proprietà dell'ente richiedente.
Il primo a detenere tale incarico fu il cardinale Ugolino di Anagni (poi papa Gregorio IX) il quale, su richiesta dello stesso San Francesco d'Assisi a papa Innocenzo III e poi a papa Onorio III, divenne protettore dell'Ordine dei Frati Minori, onore che col crescere dell'Ordine venne addirittura detenuto direttamente da papi come Alessandro IV e Nicola III. Ad ogni modo la tradizione di una nomina di "cardinali protettori" si estese con forza solo a partire dal XIV secolo quando gli interessi dei singoli enti o stati entrarono significativamente a far parte della vita della curia romana. Nel 1370 Gregorio XI prima e poi papa Martino V (1417-31) ne limitarono in un primo tempo l'uso e prescrissero che ai cardinali protettori non fosse corrisposta alcuna oblazione da parte degli ordini o degli enti interessati. Altri regolamenti sul loro status vennero stilati dai papi Sisto IV, Giulio II e Innocenzo II.
Nel 1424 Martino V proibì inoltre ai cardinali protettori di accettare il protettorato di re o principi, ma di sottomettersi unicamente al protettorato universale della chiesa di Roma, proibizione che venne rinnovata nel 1492 da papa Alessandro VI. Questa proibizione venne nuovamente rinnovata da papa Leone X nella nona sessione del Concilio lateranense del 1512, precisando inoltre che i cardinali dovessero agire in maniera imparziale e limitandosi a fare gli ambasciatori e non i politici. Il Portogallo fu l'ultimo degli stati nel mondo ad avere un cardinale protettore, consuetudine abbandonata dopo la rivoluzione del 1910.
Oggi i cardinali protettori sono in numero estremamente limitato ed essi convergono sui principali ordini monastici che per tradizione ne istituirono uno e sulle organizzazioni come il Sovrano Militare Ordine di Malta e l'Ordine Equestre del Santo Sepolcro di Gerusalemme.